# 1. Arany Málna-gála
Az 1. Arany Málna-gálán (Razzies) – az Oscar-díjátadó paródiájaként – az 1980-as év legrosszabb amerikai filmjeit, illetve alkotóit díjazták nyolc kategóriában. A ceremóniára a díjalapító John J. B. Wilson hollywoodi lakásának nappalijában, illetve alkóvjában került sor, 1981. március 31-én.
Az első alkalommal a főbb kategóriákban (legrosszabb film, színész, színésznő, forgatókönyvíró és rendező) 10-10 jelölt szerepelt, a következő alkalommal viszont már csak 5-5, ami jobban tükrözte az Oscar-jelölés szisztémáját. E ceremóniát számos filmkritikus illette kemény bírálattal, mivel a legrosszabb rendezők jelöltjei közé felkerült Stanley Kubrick is, Ragyogás című horrorfilmjével. A mezőnyből kiemelkedtek a zenés alkotások: Zenebolondok (7 jelölésből 2 díj), Xanadu (6-1) és a Jazz énekes (5-2).
2022-ben a díj alapítványi elnöksége úgy döntött, hogy utólag törlik Shelley Duvall legrosszabb női főszereplő jelölését, amelyet a Ragyogás főszereplőjeként kapott, mivel időközben bebizonyosodott: a szerepét időnként hisztérikusan túljátszó színésznőt a rendező, Stanley Kubrick kergette az idegösszeomlás szélére a forgatás alatt, hogy így csikarja ki belőle a lehető leghitelesebb alakítást.

## Díjazottak és jelöltek
| „Győztes” |

| Kategória                        | „Győztesek” és jelöltek |
| -------------------------------- | --- |
| Legrosszabb film                 | Zenebolondok, producer: Allan Carr (Associated Film Distribution – AFD)                                                                 |
| Legrosszabb film                 | Portyán, producer: Jerry Weintraub (Lorimar Productions/United Artists)                                                                 |
| Legrosszabb film                 | A képlet, producer: Steve Shagan (Metro-Goldwyn-Mayer/United Artists)                                                                   |
| Legrosszabb film                 | Péntek 13., producer: Sean S. Cunningham (Paramount Pictures)                                                                           |
| Legrosszabb film                 | Jazz énekes, producer: Jerry Leider (AFD)                                                                                               |
| Legrosszabb film                 | A meztelen bomba, producer: Jennings Lang (Universal Studios)                                                                           |
| Legrosszabb film                 | A Titanic kincse, producer: William Frye (AFD)                                                                                          |
| Legrosszabb film                 | Hármas számú űrbázis, producer: Stanley Donen (AFD)                                                                                     |
| Legrosszabb film                 | Windows, producer: Michael Lobell (United Artists)                                                                                      |
| Legrosszabb film                 | Xanadu, producer: Lawrence Gordon (Universal)                                                                                           |
| Legrosszabb férfi főszereplő     | Neil Diamond – Jazz énekes, mint Yussel Rabinovitch/Jess Robin                                                                          |
| Legrosszabb férfi főszereplő     | Michael Beck – Xanadu, mint Sonny Malone                                                                                                |
| Legrosszabb férfi főszereplő     | Robert Blake – Nincs ki egy kereke, mint Charles Callahan                                                                               |
| Legrosszabb férfi főszereplő     | Michael Caine – Gyilkossághoz öltözve és Rémségek szigete, mint Dr. Robert Elliott/Bobbi és Blair Maynard (külön-külön)                 |
| Legrosszabb férfi főszereplő     | Kirk Douglas – Hármas számú űrbázis, mint Adam                                                                                          |
| Legrosszabb férfi főszereplő     | Richard Dreyfuss – Szerelemverseny, mint Paul Dietrich                                                                                  |
| Legrosszabb férfi főszereplő     | Anthony Hopkins – A Change of Seasons, mint Adam Evans                                                                                  |
| Legrosszabb férfi főszereplő     | Bruce Jenner – Zenebolondok, mint Ron White                                                                                             |
| Legrosszabb férfi főszereplő     | Sam J. Jones – Flash Gordon, mint Flash Gordon                                                                                          |
| Legrosszabb női főszereplő       | Brooke Shields – A kék lagúna, mint Emmeline                                                                                            |
| Legrosszabb női főszereplő       | Nancy Allen – Gyilkossághoz öltözve, mint Liz Blake                                                                                     |
| Legrosszabb női főszereplő       | Faye Dunaway – Az első halálos bűn, mint Barbara Delaney                                                                                |
| Legrosszabb női főszereplő       | Farrah Fawcett – Hármas számú űrbázis, mint Alex                                                                                        |
| Legrosszabb női főszereplő       | Shelley Duvall – Ragyogás, mint Wendy Torrance                                                                                          |
| Legrosszabb női főszereplő       | Sondra Locke – Bronco Billy, mint Antoinette Lily                                                                                       |
| Legrosszabb női főszereplő       | Olivia Newton-John – Xanadu, mint Kira                                                                                                  |
| Legrosszabb női főszereplő       | Valerie Perrine – Zenebolondok, mint Samantha Simpson                                                                                   |
| Legrosszabb női főszereplő       | Deborah Raffin – Touched by Love, mint Lena Canada                                                                                      |
| Legrosszabb női főszereplő       | Talia Shire – Windows, mint Emily Hollander                                                                                             |
| Legrosszabb férfi mellékszereplő | John Adames – Gloria, mint Phil Dawn (megosztva) Laurence Olivier – Jazz énekes, mint Cantor Rabinovitch (megosztva)                    |
| Legrosszabb férfi mellékszereplő | Marlon Brando – A képlet, mint Adam Stieffel                                                                                            |
| Legrosszabb férfi mellékszereplő | Charles Grodin – Hárman a slamasztikában, mint Ira Parks                                                                                |
| Legrosszabb férfi mellékszereplő | David Selby – A Titanic kincse, mint Dr. Gene Seagram                                                                                   |
| Legrosszabb női mellékszereplő   | Amy Irving – Country Texasban, mint Lily Ramsey                                                                                         |
| Legrosszabb női mellékszereplő   | Elizabeth Ashley – Windows, mint Andrea Glassen                                                                                         |
| Legrosszabb női mellékszereplő   | Georg Stanford Brown (nőként) – Dutyi dili, mint Rory Schutlebrand                                                                      |
| Legrosszabb női mellékszereplő   | Betsy Palmer – Péntek 13., mint Mrs. Pamela Voorhees                                                                                    |
| Legrosszabb női mellékszereplő   | Marilyn Sokol – Zenebolondok, mint Lulu Brecht                                                                                          |
| Legrosszabb rendező              | Robert Greenwald – Xanadu |
| Legrosszabb rendező              | John G. Avildsen – A képlet |
| Legrosszabb rendező              | Brian De Palma – Gyilkossághoz öltözve                                                                                                  |
| Legrosszabb rendező              | William Friedkin – Portyán |
| Legrosszabb rendező              | Sidney Furie and Richard Fleischer – Jazz énekes                                                                                        |
| Legrosszabb rendező              | Stanley Kubrick – Ragyogás |
| Legrosszabb rendező              | Michael Ritchie – Rémségek szigete |
| Legrosszabb rendező              | John Trent – Middle Age Crazy |
| Legrosszabb rendező              | Nancy Walker – Zenebolondok |
| Legrosszabb rendező              | Gordon Willis – Windows |
| Legrosszabb forgatókönyv         | Zenebolondok, írta: Bronte Woodard és Allan Carr                                                                                        |
| Legrosszabb forgatókönyv         | A Change of Seasons, írta: Erich Segal, Ronni Kern és Fred Segal                                                                        |
| Legrosszabb forgatókönyv         | Portyán, írta: William Friedkin |
| Legrosszabb forgatókönyv         | A képlet, írta: Steve Shagan |
| Legrosszabb forgatókönyv         | Rajtam a sor, írta: Eleanor Bergstein                                                                                                   |
| Legrosszabb forgatókönyv         | Middle Age Crazy, írta: Carl Kleinschmidt                                                                                               |
| Legrosszabb forgatókönyv         | A Titanic kincsei, írta: Adam Kennedy és Eric Hughes, Clive Cussler regénye alapján                                                     |
| Legrosszabb forgatókönyv         | Touched by Love, írta: Hesper Anderson                                                                                                  |
| Legrosszabb forgatókönyv         | Windows, írta: Barry Siegel |
| Legrosszabb forgatókönyv         | Xanadu, írta: Richard C. Danus és Marc R. Rubel                                                                                         |
| Legrosszabb „eredeti” dal        | The Man with Bogart's Face, „The Man with Bogart's Face” című dala; zene: George Duning, szöveg: Andrew Fenady                          |
| Legrosszabb „eredeti” dal        | Zenebolondok, „(You) Can't Stop the Music” című dala; zene és szöveg: Jacques Morali                                                    |
| Legrosszabb „eredeti” dal        | Xanadu, „Suspended in Time” című dala; zene és szöveg: John Farrar                                                                      |
| Legrosszabb „eredeti” dal        | A Change of Seasons, „Where Do You Catch the Bus for Tomorrow?” című dala; zene: Henry Mancini, szöveg: Marilyn Bergman és Alan Bergman |
| Legrosszabb „eredeti” dal        | Jazz énekes, „You, Baby, Baby!” című dala; zene és szöveg: Neil Diamond                                                                 |

## A kategóriákban előforduló filmek
| Jelölés | Díj | Magyar cím              | Eredeti cím                |
| ------- | --- | ----------------------- | -------------------------- |
| 7       | 2   | Zenebolondok            | Can't Stop the Music       |
| 6       | 1   | Xanadu                  | Xanadu                     |
| 5       | 2   | Jazz énekes             | The Jazz Singer            |
| 5       | 0   |                         | Windows                    |
| 4       | 0   | A képlet                | The Formula                |
| 3       | 0   |                         | A Change of Seasons        |
| 3       | 0   | A Titanic kincse        | Raise the Titanic          |
| 3       | 0   | Gyilkossághoz öltözve   | Dressed to Kill            |
| 3       | 0   | Hármas számú űrbázis    | Saturn 3                   |
| 3       | 0   | Portyán                 | Cruising                   |
| 1       | 0   |                         | Middle Age Crazy           |
| 2       | 0   | Péntek 13.              | Friday the 13th            |
| 2       | 0   | Ragyogás                | The Shining                |
| 2       | 0   | Rémségek szigete        | The Island                 |
| 2       | 0   |                         | Touched by Love            |
| 1       | 1   | A kék lagúna            | The Blue Lagoon            |
| 1       | 1   | Country Texasban        | Honeysuckle Rose           |
| 1       | 1   | Gloria                  | Gloria                     |
| 1       | 0   | A meztelen bomba        | The Nude Bomb              |
| 1       | 0   | Az első halálos bűn     | The First Deadly Sin       |
| 1       | 0   | Bronco Billy            | Bronco Billy               |
| 1       | 0   | Dutyi dili              | Stir Crazy                 |
| 1       | 0   | Flash Gordon            | Flash Gordon               |
| 1       | 0   | Hárman a slamasztikában | Seems Like Old Times       |
| 1       | 0   | Nincs ki egy kereke     | Coast to Coast             |
| 1       | 0   | Szerelemverseny         | The Competition            |
| 1       | 0   |                         | The Man with Bogart's Face |
| 1       | 0   | Rajtam a sor            | It's My Turn               |